# Pagodenstein
Pagodenstein ist eine Bezeichnung, die hauptsächlich in der Aquaristik für dekorative Steinelemente Anwendung findet.
Kennzeichnend ist die schichtweise Anordnung von weißen und tiefroten Gesteinsanteilen; im Querschnitt erinnert der Stein daher an eine Speckseite. Die roten Anteile sind stark eisenhaltig und nur lose gebunden; sie sind daher weniger abriebfest als die weißen Schichten, die silikatgebunden sind und quarzitartigen Charakter haben. Die Namensgebung reflektiert die rein äußerliche Ähnlichkeit mit dem althergebrachten Baumaterial chinesischer Hochbauten (Pagode), jedoch kommt der Pagodenstein im engeren Sinne hauptsächlich in Südamerika vor. Dort tritt er häufig in Schluchtwänden hervor, wo er mit großem Einsatz in zum Teil halsbrecherischer Manier für den lukrativen Verkauf gewonnen wird. Der Abbau des Gesteins ist ökologisch umstritten.
Bei Aquarienbesitzern ist der Stein recht beliebt, da trotz des hohen Eisengehaltes keine Salze an das umgebende Wasser abgegeben werden, und da die intensive rote Farbe, im Wechsel mit klarglänzendem Weißgestein, besonders dekorativ ist.
Als seltene Spielarten sind der gelbe Pagodenstein und der violette Pagodenstein bekannt, die ihre Farbe den mineralischen Bestandteilen verdanken.